# Navalkehigo
Navalkehigo (šp. Navalkejigo) je selo u Španiji udaljeno oko 50 km od Madrida. Iako postoji još od 12. veka, od kraja šezdesetih je potpuno napušteno. 
Godine 1998. grupa ljudi zauzima prvu kuću, na vrhu naselja, a kasnije zauzimaju i neke kuće u naselju. Malo po malo, 1999. nekoliko kuća je osposobljeno kao i crkva iz 12. veka koja se koristi za kulturna dešavanja zajednice. 
Trenutno u Navalkehigu postoji 9 skvotiranih kuća u kojima živi između 15 do 25 osoba, i mnogi putnici namernici, kao i česti gosti. U Navalkehigu se održavaju koncerti mnogih bendova, a 16.aprila 2005. je održan i Festival samouprave. 
U Španiji postoji pokret neoruralizma koji odbacuje društvene strukture velikih gradova i pokušava da uspostavi sistem skupština malih ruralnih zajednica, koje žive u harmoniji sa prirodom. 

## Spoljašnje veze
- Navalkejigo sajt
- Neoruralizam i Navalkejigo slike
- Najava festivala samouprave u Navalkejigu